# 14. kongres Svazu komunistů Jugoslávie
14. kongres Svazu komunistů Jugoslávie se konal ve dnech 20.–22. ledna roku 1990, v bělehradském kongresovém centru „Sava“. Přicestovali sem delegáti ze všech šesti republik a dvou provincií, plus zde byla zastoupena i stranická delegace z Jugoslávské lidové armády. Tehdejším prezidentem Ústředního výboru byl Milan Pančevski z Makedonie.
Kongres se konal v bouřlivé atmosféře otázek budoucí jugoslávské existence, především narůstajících střetů mezi Srbskem a Slovinskem. Dlouhodobá krize zastánců dvou nesmiřitelných koncepcí fungování společného státu přešla po neúspěšném Mítinku pravdy do vyměňování si ostrých slov. Bylo jasné, že tento spor bude nezbytné řešit na celostátním sjezdu komunistů.
Už celý rok 1989 vedly diskuze, kdy se bude konat a za jakých podmínek. Přestože byl přislíben do konce roku, nakonec se konal až v lednu 1990. Média o něm psala jako o „rozhodujícím“, jako o kongresu, kde se Svaz komunistů Jugoslávie odřekne svého vedoucího postavení v jugoslávské společnosti a bude tak plně posvěcena politická pluralita i na úrovni existence jednotlivých stran s rozdílnými politickými programy a orientací. Kritické hlasy namítaly, že se měl konat již dlouho předtím a umožnit konkrétní reformy především v ekonomické oblasti.
Srbský a slovinský svaz komunistů byli již před 14. kongresem v dlouhodobém sporu. Chorvatští komunisté se pokoušeli nějakou dobu vystupovat jako prostředníci a situaci řešit, avšak nebyli úspěšní. Slovinci se nakonec rozhodli do Bělehradu přijet, ovšem pod podmínkou, že jejich návrhy budou rychle přijaty. Narazili však na energického Slobodana Miloševiće, který se pokoušel všechny snahy o „rozvolnění“ federace a decentralizaci moci zastavit. Zástupci vyslaní východními republikami federace, které byly názorově blízko Miloševićovi, slovinské návrhy jeden po druhém přehlasovávali. Jugoslávský tisk se již v prvních dnech zasedání komunistů ptal, jestli skutečně Slovinci odejdou.
Po dvou dnech ostrých sporů a silných slov delegace Svazu komunistů Slovinska 22. ledna okolo 22:30 kongresový sál opustila. Oficiálním důvodem, který Ciril Ribičič uvedl, bylo, že „Slovinští komunisté nechtějí být odpovědní za agónii SKJ“. Následně chorvatská delegace navrhla, aby byl kongres přerušen. Okamžitě poté se Slobodan Miloševič ujal slova a prohlásil, že kongres pokračuje v práci a bude i nadále rozhodovat o dalších bodech programu v souladu s předchozím hlasováním. Proti tomu se ostře postavili Chorvaté, kteří rovněž oznámili, že v takovém případě opustí sjezd, neboť není možné pouze „hlasovat pro, nebo proti“. Podporu získali i ze strany komunistů Makedonie a Bosny a Hercegoviny. Po dvouhodinovém jednání za zavřenými dveřmi se nakonec rozhodli chorvatští i bosenští delegáti Sava centar opustit.
Po 45 letech tak skončila vláda jedné strany - Svazu komunistů Jugoslávie. Tato událost se stala jednou z klíčových v rozpadu Jugoslávie a přispěla k eskalaci dalších odstředivých sil, které vedly k vyhlášení nezávislosti Slovinska a dalších republik na počátku 90. let.